# San Agustín del Guadalix
Pour les articles homonymes, voir San Agustin.
San Agustín del Guadalix est une commune d’Espagne, dans la communauté autonome de Madrid.